# 斯勞 (英國國會選區)
斯勞（英語：Slough），英國國會一郡選區，包括英格蘭東南部伯克郡斯勞的大部份。始設於1983年。
本區1997年前支持保守黨，此後支持工黨。在2010年大選中，工黨的弗奧娜·麥他格以45.8%選票勝出該區成功連任，成為東南英格蘭當年四個工黨議員之一。